# Haralds Šulcs
Haralds Šulcs (nemško Harald Schultz), latvijski general, * 11. november 1895, Riga, gubernija Livonija, Ruski imperij, † 15. marec 1957, Lübeck, dežela Schleswig-Holstein, Zahodna Nemčija.

## Življenjepis
Avgusta 1915 je prostovoljno vstopil v 7. rezervni artilerijski bataljon Carske ruske vojske. Zaradi poguma v boju je bil večkrat povišan, nazadnje v poročnika. Januarja 1918 je bil odpuščen iz vojske.
23. decembra 1918 je vstopil v artilerijske enote Baltische Landeswehr v Rigi. 6. julija 1919 je bil premeščen v Latvijsko kopensko vojsko kot nadporočnik.
Aprila 1920 je postal častnik v 13. artilerijskem bataljonu, julija istega leta pa je bil premeščen v Artilerijski regiment Kurzeme. Leta 1927 je bil premeščen v Artilerijski regiment Zemgale, kjer je bil sprva poveljnik bataljona, nato pa polkovni intendant. Leta 1934 je postal poveljnik oklepnega vlaka v Oklepnega šolskega polka. Oktobra 1936 se je upokojil.
Januarja 1939 je emigriral v Nemčijo, kjer je nato vstopil v Wehrmacht. Leta 1944 je postal poveljnik 205. artilerijskega polka, nato pa je postal poveljnik 24. pehotne divizije.

## Družina
Leta 1920 se je poročil s Vero Vilhelmīno Pedere (rojena 1896). Skupaj sta imela tri otroke: Ņina Gerda (1922), Ralfs (1923) in Ivars Ansis (1927).
Njegov brat, Edgars Kurts Alberts Šulcs, je bil tudi podpolkovnik Latvijske kopenske vojske.

## Napredovanja
Imperialna ruska vojska
- praporščnik: oktober 1916
- podporočnik: maj 1917
- poročnik: september 1917

Latvijska kopenska vojska
- nadporočnik: 6. julij 1919
- stotnik: 1921
- podpolkovnik: 1927

Wehrmacht
- podpolkovnik: 18. julij 1940
- polkovnik: 1. marec 1941
- generalmajor: 1. december 1944

## Odlikovanja
- medalja sv. Jurija IV. razreda
- red sv. Stanislava III. razreda
- red treh zvezd IV. razreda
- železni križ II. razreda
- železni križ I. razreda
- nemški križ v zlatu (21. februar 1944)
- viteški križ železnega križa (5. april 1945)